# ISO/IEC 14443
ISO/IEC 14443（识别卡 -- 非接触式集成电路卡 -- 邻近卡）是一项国际标准，它定义了用于身份识别，以及与其通信的传输协议的邻近卡。

## 标准含义
该标准由 ISO/IEC Joint Technical Committee 1旗下Subcommittee 17的Working Group 8开发。
ISO/IEC 14443由4个部分组成，定义了两种卡的类型：Type A和Type B，两种卡均在13.56MHz无线频率下工作。这两种类型的卡之间的主要区别在于所关注的调制方式、编码方案（第二部分）和协议初始化程序（第三部分）。不论Type A还是Type B都采用第四部分中定义的传输协议。传输协议指定了数据块交换以及相关机制：
1. data block chaining
2. waiting time extension
3. multi-activation

ISO/IEC 14443的组建使用以下术语：
- PCD：proximity coupling device，邻近耦合设备（或读卡器）
- PICC：proximity integrated circuit card，邻近集成电路卡

## 物理尺寸
该标准的第1部分指定该卡应符合的ISO/IEC7810或ISO/IEC15457-1，或“任何其他维度的对象”。

## 著名实例
- Calypso (electronic ticketing system)
- MIFARE
- iCLASS cards and tags by HID Global
- 生物特徵護照
- EMV支付卡（万事达卡、Visa、ExpressPay）
- 德國身分證
- 上海公共交通卡
- 悠遊卡
- 一卡通